# Pitón (sátrapa de Media)
Pitón (alrededor de 355 a. C.-314 a. C. aproximadamente) fue el hijo de Crátero de Macedonia, un noble de Eordia en Macedonia Occidental. Uno de los guardaespaldas o somatophylakes de Alejandro Magno, después sátrapa de Media y uno de los diádocos.
Pitón fue nombrado uno de los siete (más tarde ocho), guardaespaldas de Alejandro en 325 a. C. Después de la muerte de Alejandro en 323 a. C., Pitón fue sátrapa de Media, una importante zona región estratégica que controlaba todos los caminos entre Oriente y Occidente. En realidad, la satrapía era demasiado grande para un hombre: Pitón sería un hombre muy poderoso, y podría desestabilizar todo el imperio. Por lo tanto, tuvo que renunciar a la parte septentrional, que fue dada a Atropates, desde entonces conocida como Atropatene
Los soldados que permanecieron en la parte oriental del reino de Alejandro después de su muerte, se sintieron preocupados por sus largas estancias en el extranjero, y comenzaron revueltas espontáneas. El regente Pérdicas envió a Pitón para someter a la revoltosos. Se le dio un contingente de macedonios. Pitón fácilmente derrotó a sus oponentes y aceptó su capitulación. Sus hombres, sin embargo, habiendo esperando un saqueo, masacraron a sus oponentes.
Después de que Pitón regresó a Persia, Pérdicas comenzó a desconfiar de él. En la primera guerra de los Diádocos, Pérdicas ordenó a Pitón seguirle a Egipto para luchar contra Ptolomeo.
En el verano de 320 a. C., Pitón, Seleuco I Nicátor, y Antígenes asesinaron a Pérdicas y comenzaron a negociar con sus enemigos. Ptolomeo I Sóter sugirió que Pitón se convirtiera en el nuevo regente, pero los otros diádocos no aceptaron. Por lo tanto, Antípatro fue elegido como nuevo regente.
Después de la muerte de Antípatro, Pitón amplió su reino. Invadió la satrapía de Persia y puso a su hermano Eudemo como nuevo sátrapa. No obstante, a partir 317 a. C., los otros sátrapas orientales se unieron contra Pitón y le expulsaron. Los ejércitos de las satrapías orientales, incluidos unos contingentes de India enviados por otro Pitón, hijo de Agenor, el sátrapa de la India. Eumenes de Cardia, que había sido nombrado por el nuevo regente Poliperconte, para someter a Antígono I Monóftalmos, se les unió. Pitón fue salvado por Antígono que venció a Eumenes y sus nuevos aliados en una batalla cerca de Susa. Después de la Segunda Guerra de los Diádocos, Pitón quedó como uno de los más poderosos de ellos en la parte oriental del Imperio y comenzó a reconstruir su reino. A Antígono no le gustaba su nuevo rival y engañó a Pitón para que fuera a su corte, donde fue ejecutado.